# Рклицкий, Леонтий Леонтьевич
Леонтий Леонтьевич Рклицкий (1815 — 18 ноября 1857) — российский военный врач и медицинский писатель.
Родился в Черниговской губернии в семье священника; поступив казённым воспитанником на медицинское отделение Медико-Хирургической Академии, он в 1831 году окончил курс в Академии со званием лекаря первого отделения и, оставленный при Академии, состоял помощником прозектора при кафедре нормальной анатомии; эту должность занимал он с 1831 года по 1832 год, когда был назначен ординатором Петербургского Военно-Сухопутного Госпиталя; однако постоянно работать здесь у него не получилось, так как вследствие военного времени (подавление Ноябрьского восстания в польских землях) Рклицкого часто отрывали от ординаторских обязанностей и прикомандировывали к Ладожскому егерскому полку. Так продолжалось до июля 1833 года, когда его окончательно перевели в названный полк батальонным лекарем и одновременно прикомандировали ординатором к Варшавскому военному госпиталю, а в 1835 году он был переведён на ту же должность в Новогеоргиевск.
В 1838 году Рклицкий получил от Петербургской Медико-Хирургической Академии звание штаб-лекаря, в 1851 году был назначен старшим ординатором Новогеоргиевского Госпиталя; через пять лет после этого получил в Новогеоргиевске же должность второго помощника главного доктора. В 1850 году был избран членом-корреспондентом Общества Русских врачей в Петербурге. Относясь с большим уважением к названному Обществу, он оставил ему из своих скромных сбережений 500 рублей для поощрения медицинских наук в России. Для этой же цели Рклицкий завещал 3000 рублей Императорской Академии наук, при которой была учреждена премия его имени, выдаваемая через каждые четыре года за сочинения на русском, латинском, французском, немецком и английском языках по части анатомо-микроскопических исследований центральной нервной системы, с физиологическими и практическими применениями (первое присуждение состоялось в 1864 году). Умер от чахотки на 43-м году жизни в Новогеоргиевске.
Напечатал в «Военно-медицинском журнале» следующие статьи: «О лечении холеры посредством солей» (1843, часть XLI, I и II), «Взгляд на некоторые анатомико-патологические явления холерного процесса» (1849, часть LIII, II), «Диагностические и патологические замечания о Брайтовой болезни» (1848, часть LI, II) и «Замечания о пневматическом экссудате в патолого-диагностическом отношении» (1857, часть LVII, II).